# Loweomyces
Loweomyces là một chi nấm thuộc họ Meruliaceae.